# Leptochiton gascognensis
Leptochiton gascognensis är en blötdjursart som beskrevs av Kaas och Van Belle 1985. Leptochiton gascognensis ingår i släktet Leptochiton och familjen Leptochitonidae.
Artens utbredningsområde är Biscayabukten. Inga underarter finns listade i Catalogue of Life.